# (14156) 1998 SV131
A (14156) 1998 SV131 a Naprendszer kisbolygóövében található aszteroida. A LINEAR projekt keretében fedezték fel 1998. szeptember 26-án.